# Khoáng, Dương Tuyền
Khoáng (chữ Hán giản thể: 矿区, âm Hán Việt: Khoáng khu) là một quận thuộc địa cấp thị Dương Tuyền, tỉnh Sơn Tây, Cộng hòa Nhân dân Trung Hoa. Quận Khoáng có diện tích 10 km², dân số năm 2002 là 220.000 người. Quận Khoáng được chia thành 6 nhai đạo biện sự xứ: Bình Đàm, Sa Bình, Thái Oa, 赛 Ngư, Kiều Đầu, Quý Thạch Câu.